# Diecezja Thiès
Diecezja Thiès – diecezja rzymskokatolicka w Senegalu. Powstała w 1969.

## Biskupi diecezjalni
- Bp André Gueye (2013 – 2025)
- Bp Jacques Sarr (1986 – 2011)
- Bp François-Xavier Dione (1969 – 1985)